# Silica (Eslováquia)
Silica é um município da Eslováquia, situado no distrito de Rožňava, na região de Košice. Tem 34,57 km² de área e sua população em 2018 foi estimada em 552 habitantes.

## Demografia
| Ano:        | 1994 | 2004   | 2014   | 2024   |
| ----------- | ---- | ------ | ------ | ------ |
| Broj ljudi: | 638  | 582    | 553    | 519    |
| Razlika:    |      | -8,77% | -4,98% | -6,14% |

| Ano:               | 2023 | 2024   |
| ------------------ | ---- | ------ |
| Número de pessoas: | 527  | 519    |
| Diferença:         |      | -1,51% |